# Сан-Себастьян-де-лос-Бальєстерос
Сан-Себастьян-де-лос-Бальєстерос (ісп. San Sebastián de los Ballesteros) — муніципалітет в Іспанії, у складі автономної спільноти Андалусія, у провінції Кордова. Населення — 832 особи (2010).
Муніципалітет розташований на відстані близько 320 км на південь від Мадрида, 26 км на південь від Кордови.

## Демографія
Динаміка населення (INE ):